# Pierre-Étienne-Denis Leduc
Pierre-Étienne-Denis Leduc detto Saint-Germain Leduc (Parigi, 1799 – XIX secolo) è stato uno scrittore e viaggiatore francese.

Toscane, 1834. Da BEIC, biblioteca digitale

Crebbe a Saint-Germain e prese il nome di tale città.
Scrisse opere su vari temi, interessandosi anche a quelli storici ed economici. Tradusse dall'inglese e dall'italiano numerose opere di economisti.

## Opere
- (FR) Toscane, Paris, Audot, 1834.